# Steve Raible
(en) Statistiques sur pro-football-reference
Steve Carl Raible (né le 2 juin 1954 à Louisville) est un joueur américain de football américain et commentateur sportif des matchs des Seahawks de Seattle pour la chaine de télévision KIRO-TV basé à Seattle.

## Biographie

### Footballeur américain

#### Lycée
Steve fait ses études à la Trinity High School de Louisville. Il devient le premier ancien élève de l'école à jouer en NFL après sa sélection en 1976.

#### Professionnel
Après avoir fini ses études à l'université Georgia Tech, Raible s'inscrit sur la liste des joueurs candidats au draft de la NFL de 1976. Il est sélectionné au second tour par les Seahawks de Seattle au cinquante-neuvième choix. Il fait partie de l'effectif de la première saison des Seahawks en NFL.
Raible se fait surtout connaître par sa bonne humeur et son humour dans les vestiaires, montrant sa joie de vivre. Lors de sa première saison, Raible entre au cours de treize matchs mais ne reçoit que quatre ballons pour 126 yards et son premier touchdown en professionnel. La saison suivante, il joue trois matchs comme titulaire mais là aussi il est très peu utilisé dans les phases de jeu.
La saison 1978 le voit réceptionner son plus grand nombre de passes en une saison avec vingt-deux pour 316 yards et un touchdown. Les saisons 1979 et 1980 se ressemblent avec toujours un poste d'éternel remplaçant, marquant un touchdown en 1979 et rien en 1980. Il n'entre qu'au cours de neuf matchs lors de la saison 1981, ne recevant qu'une passe. Il décide de raccrocher après cette saison après six saisons passées en NFL avec Seattle.
En 2001, il reçoit le Silver Anniversary Awards de la NCAA en 2001 en compagnie de Alpha V. Alexander, Archie Griffin, Steve Largent, Lee Roy Selmon et Wally Walker.

### Commentateur
Aujourd'hui, Steve est un des commentateurs sportif de la chaine KIRO-TV jusqu'en 2020, chaîne retransmettant l'ensemble des matchs des Seahawks de Seattle. Il est qualifié de voix des Seahawks, écouté à la télévision mais aussi sur les ondes radio de KIRO-AM et KIRO-FM. Il couvre aussi d'autres événements sportifs se déroulant à Seattle.